# Быстрица (Дрогобычский район)
Бы́стрица (укр. Бистриця) — село в Дрогобычской городской общине Дрогобычского района Львовской области Украины.
Население по переписи 2001 года составляло 425 человек. Занимает площадь 0,553 км². Почтовый индекс — 82122. Телефонный код — 3244 75.

## История
В 1946 году указом ПВС УССР село Ботелка Вижняя переименовано в Верхнее.